# Saleka
Saleka Shyamalan (Bryn Mawr, 1 augustus 1996), gekend onder de artiestennaam Saleka, is een Amerikaanse r&b-singer-songwriter en actrice.

## Biografie
Saleka werd in 1996 geboren in Bryn Mawr, Pennsylvania en is de oudste dochter van M. Night Shyamalan en de zus van Ishana Night Shyamalan, beiden filmregisseurs. Zij en haar zussen groeiden op met het kijken naar horrorfilms.
Saleka studeerde als kind klassieke piano, maar besloot op 16-jarige leeftijd een carrière als singer-songwriter na te streven. Ze studeerde literaire kunst en muziek aan de Brown-universiteit in Providence (Rhode Island).

### Carrière
Saleka was openingsact voor onder anderen Boyz II Men, Baby Rose en Summer Walker. Bij het debuut van haar eerste single, Clarity, in september 2020, noemde de website Refinery29 Saleka "een nieuwe artiest om naar te kijken". Saleka werkt regelmatig samen met haar jongere zus, Ishana, die het merendeel van haar muziekvideo's regisseerde.
Haar debuutalbum Seance kwam in mei 2023 uit, dat grotendeels opgenomen werd in de MilkBoy Studios in Philadelphia.
In juni 2022 kondigde Giveon Saleka aan als een van de vier voorprogramma's voor zijn Noord-Amerikaanse Give or Take Tour in augustus en september 2022.
Saleka vertolkt Lady Raven in de film Trap uit 2024, geregisseerd door haar vader. Ze schreef veertien nummers voor de film, die werden ontworpen om bij de actie op het scherm te passen, terwijl haar vader het script schreef. De soundtrack zal door Columbia Records uitgebracht worden. De eerste single "Release" werd vrijgegeven begin juni 2024. Saleka werkte eerder samen met haar vader door bij te dragen aan de soundtracks voor de film Old (2021) en de televisieserie Servant. Ze bracht in 2021 "The Sky Cries" uit voor het tweede seizoen van Servant. De videoclip voor de single werd geregisseerd door haar vader. Ze bracht nog drie nummers uit voor het derde seizoen van de serie. De vier nummers zijn verzameld in een EP, uitgebracht op 25 maart 2022.

## Discografie

### Studioalbums
- 2023: Sceance
- 2024: Soundtrack "Trap" - Lady Raven

### EP's
- 2022: Servant: Songs from the Attic (Music from the Apple TV+ Original Series)
- 2023: Servant: Songs from the Attic (Deluxe Edition) (Music from the Apple TV+ Original Series)

### Singles
- 2020: Clarity
- 2020: Mr. Incredible
- 2021: The Sky Cries (voor de televisieserie Servant)
- 2021: Remain (soundtrack film Old)
- 2021: How Many
- 2022: One More Night (voor de televisieserie Servant)
- 2022: Seance
- 2022: Red Eyes
- 2022: Echo
- 2024: Release (soundtrack film Trap)

## Filmografie
- 2024: Trap - als Lady Raven